# Frauenstatue mit Granatapfel

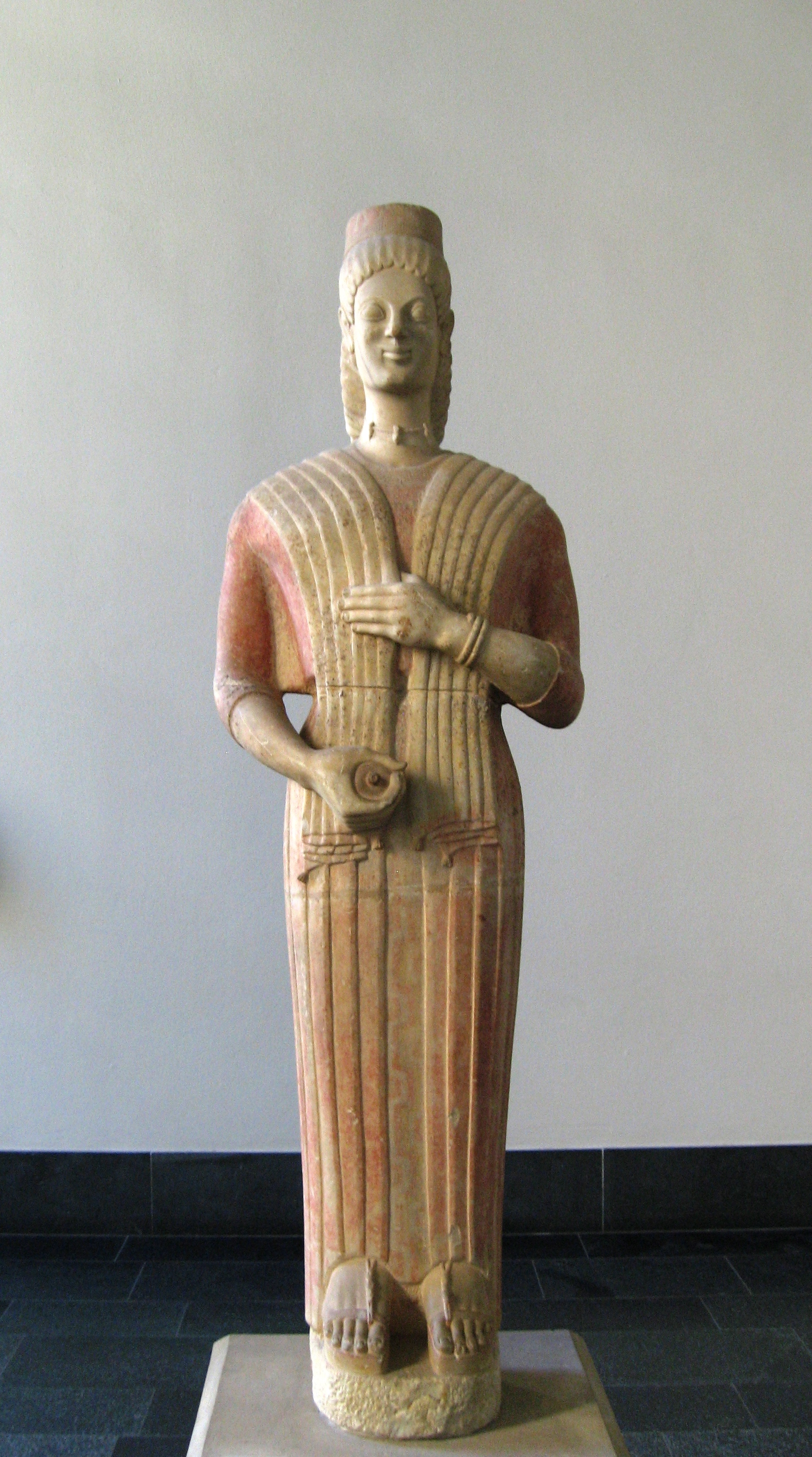
Die Statue 2007, noch in der alten Aufstellung im Pergamonmuseum

Als Frauenstatue mit Granatapfel beziehungsweise Grabstatue eines Mädchens, auch Berliner Kore, lange Zeit irreführend und auch traditionell noch weiter in Gebrauch als Berliner Göttin und Göttin mit dem Granatapfel, wird eine antike griechische hocharchaische Statue bezeichnet, die sich heute in der Antikensammlung Berlin befindet.

## Beschreibung
Die Dargestellte steht mit unbewegten Beinen still da. Bewegung erzeugen – und auch das nur kontrolliert und in Maßen – einzig die beiden Arme. Der rechte Arm ist hüfthoch vor den Leib gehalten, in der Hand befindet sich eine Frucht. Lange wurde in ihr ein Granatapfel gesehen, dieser wurde jedoch im Allgemeinen anders getragen und war größer. Deshalb geht man heute eher von einer Fruchtkapsel des Mohns aus. Der linke Arm ist noch höher bis in den Brustbereich erhoben, der Daumen ist unter den Saum des Obergewands gesteckt, während die übrigen vier Finger darauf liegen. Das ebenmäßig gestaltete Gesicht ist lang und schmal. Es zeigt das übliche archaische Lächeln. Der Mund ist recht scharf gestaltet und erinnert in der Ausführung noch stark an Holzschnitzereien, also den Stil, in dem derartige Statuen noch relativ kurze Zeit zuvor gefertigt wurden. Die Iris des rechten und die Braue über dem linken Auge sind noch leicht erhaben erhalten. Die Haare sind sehr ordentlich zu Lockensträhnen gearbeitet, die am Hinterkopf zu einem etwas mehr als schulterlangen Zopf zusammengefasst und am Ende von einem Band zusammen- und eingefasst sind. Die großen Ohren sind mit Ohrsteckern geschmückt, die die Form von Lotosknospen haben. Das Halsband hat ähnliche Anhänger. Auch der linke Arm ist mit einem Spiralarmband geschmückt. Auch die Kleidung, insbesondere das schwer und dick wirkenden Obergewand, aber auch die Sandalen, sind sehr fein und sorgfältig gearbeitet. Der Mantel fällt über beide Schultern in jeweils sechs gleichmäßigen Gewandfalten. Auf dem Kopf trägt sie eine Polos-Krone. Auf dieser sind am unteren Rand ein Mäanderband, am oberen Abschnitt ein Band aus sich abwechselnden Lotosknospen und Blüten herausgearbeitet. Auch an den Gewandsäumen sind solche Elemente durch Ritzungen herausgearbeitet. Besonders augenfällig sind die Reste von Farbe an der Statue. Das untere Hauptgewand, der Chiton, war rot, das Übergewand gelb, die glatt polierten Hautpartien weiß. Das somit überirdisch anmutende Gesicht war von den goldblonden Locken eingefasst. Es ist anzunehmen, dass im Gesicht viele der Details farbig hervorgehoben wurden, etwa Augenbrauen, Augenpartien, Pupillen etc. Die Krone war ebenfalls goldgelb, die Ornamente darauf rot. Der farbliche Eindruck muss in der Antike noch weitaus größer gewesen sein, mittlerweile sind jedoch auch die erhaltenen Farben ausgeblichen.
Die Statue ist 192,5 Zentimeter hoch, ohne Krone und ohne Plinthe bleiben noch 176,8 Zentimeter. Rote und gelbe Farbe (Eisenocker) sind bis heute erhalten, weiße Farbe an den Hautpartien konnte zumindest nachgewiesen werden. Für die Ornamente wird zudem Blau vermutet. Während die Statue die Antike weitestgehend unbeschadet überstanden hatte – minimale Schäden gibt es an der Krone und den Anhängern des Halsbandes –, gibt es moderne Beschädigungen: der Körper wurde für einen leichteren Transport zweimal durchgesägt, zudem ist der Kopf abgebrochen. Hinzu kommen eher unwesentliche kleinere Beschädigungen. Die Rückseite ist stark, die Vorderseite weniger versintert. An der Vorderseite wurde er weitestgehend entfernt, auch das Gesicht ist stark gereinigt. An der linken Halsseite sowie am daneben liegenden Haar und dem ersten Marmor-Anhänger der Kette sind Marmorergänzungen vorgenommen worden. 

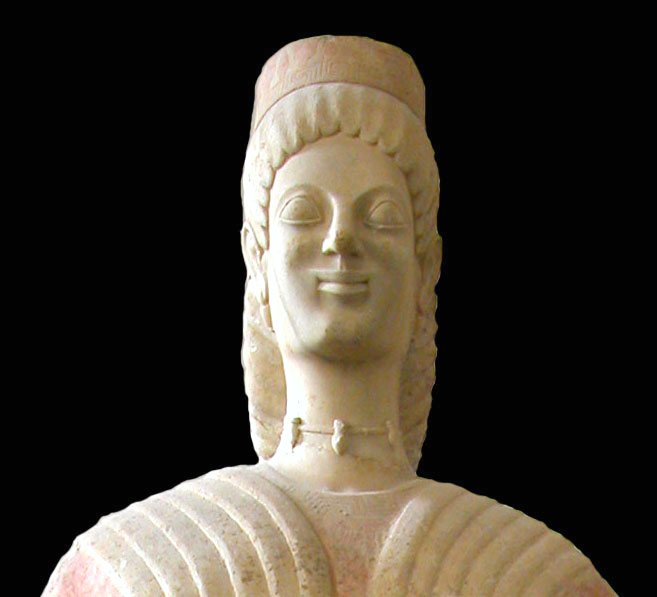
Detailansicht des Kopfes und der Haare: Frontal
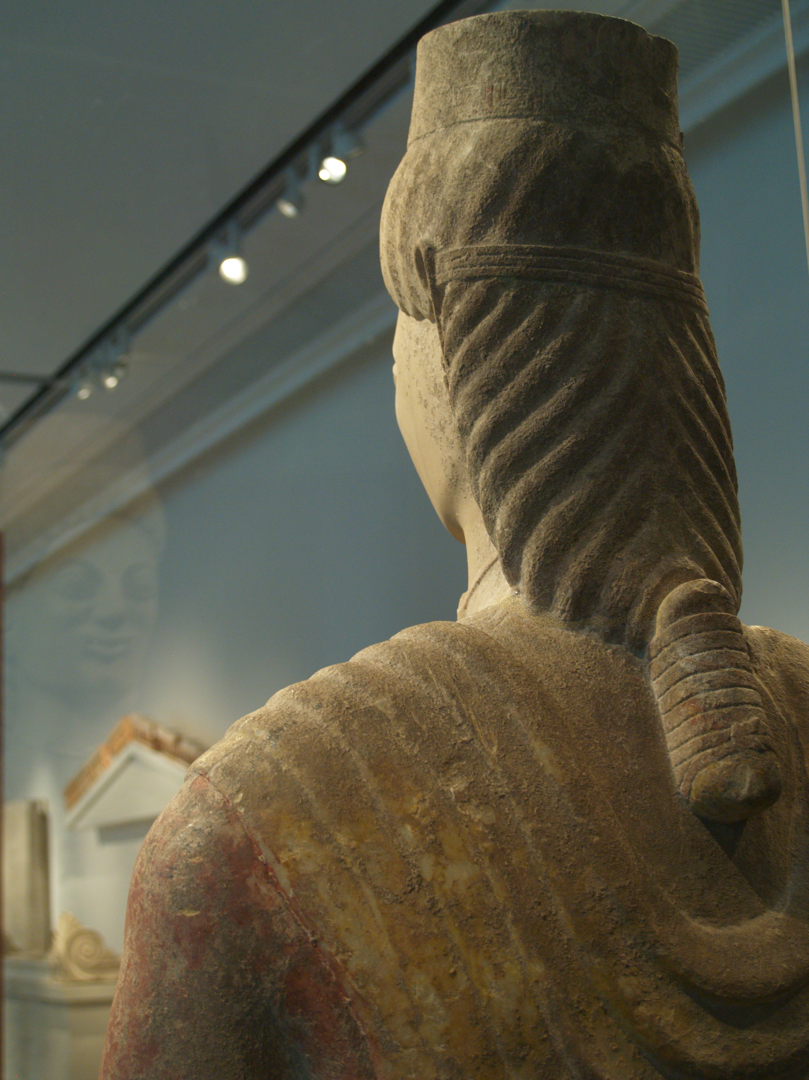
Detailansicht des Kopfes und der Haare: Blick von hinten
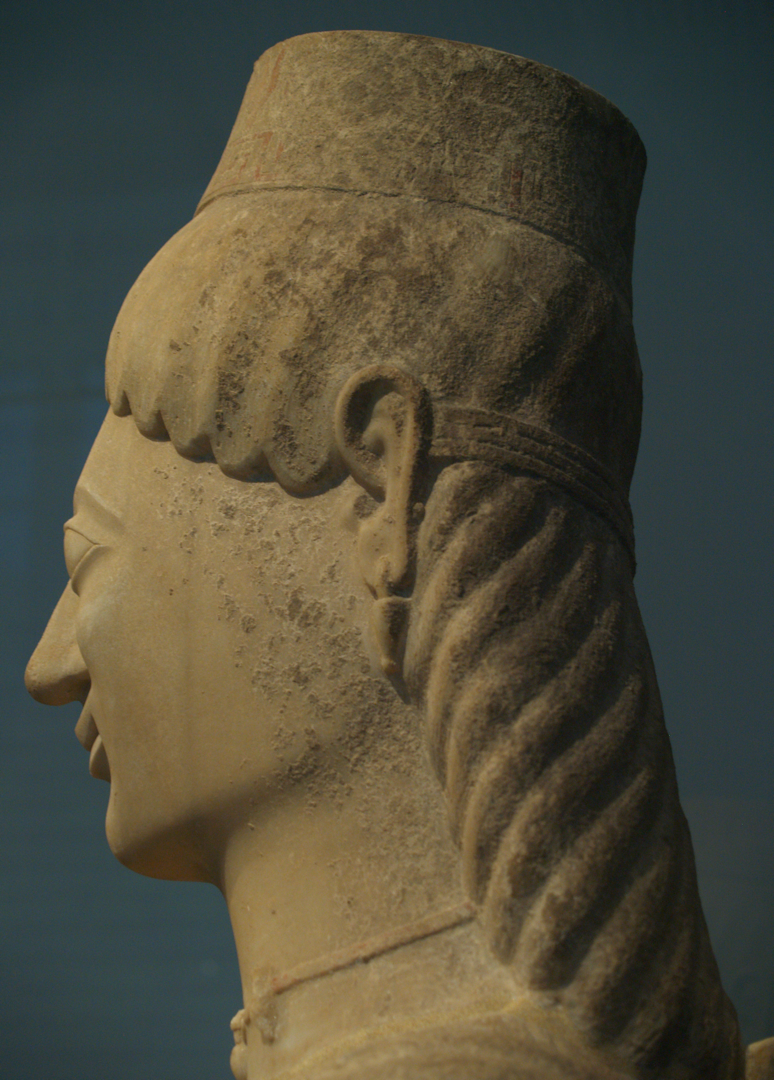
Detailansicht des Kopfes und der Haare: Blick von der Seite
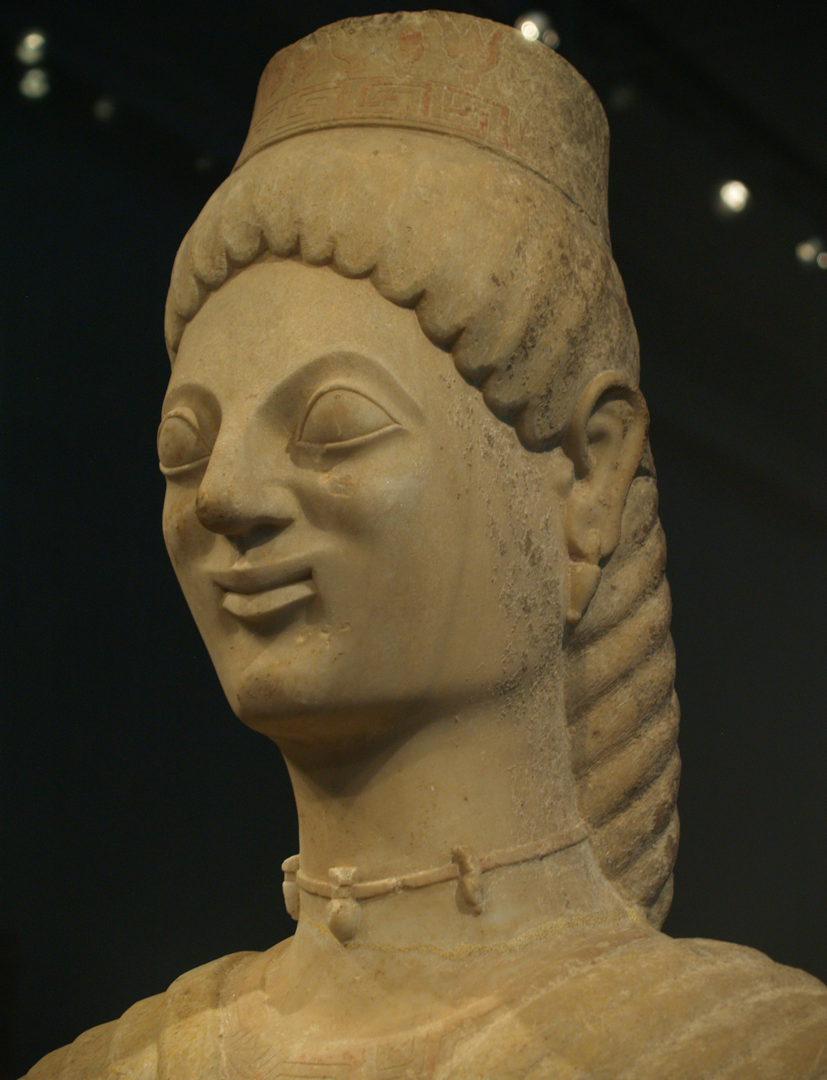
Detailansicht des Kopfes und der Haare: Blick von der Halbfrontale
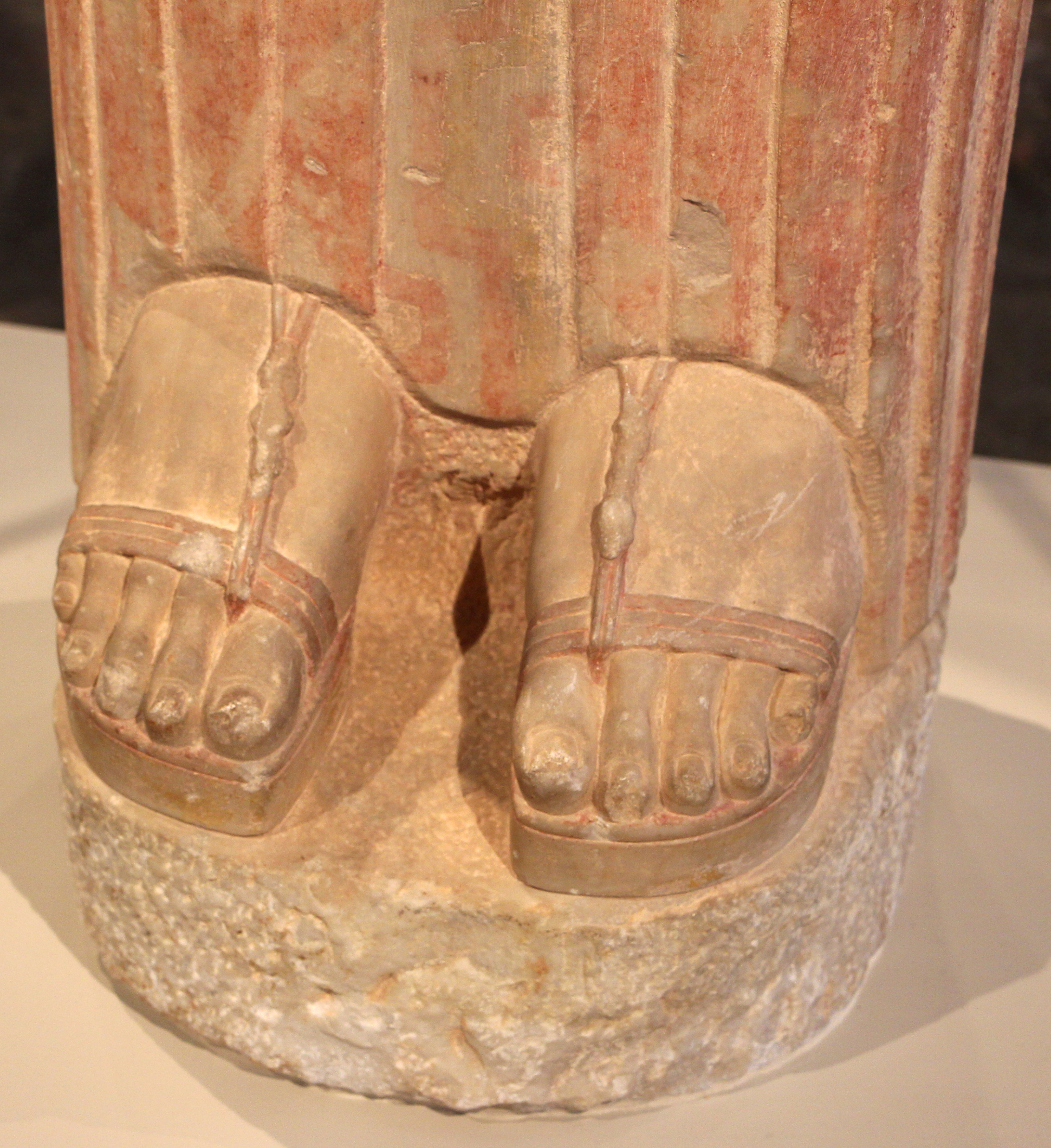
Füße mit Sandalen
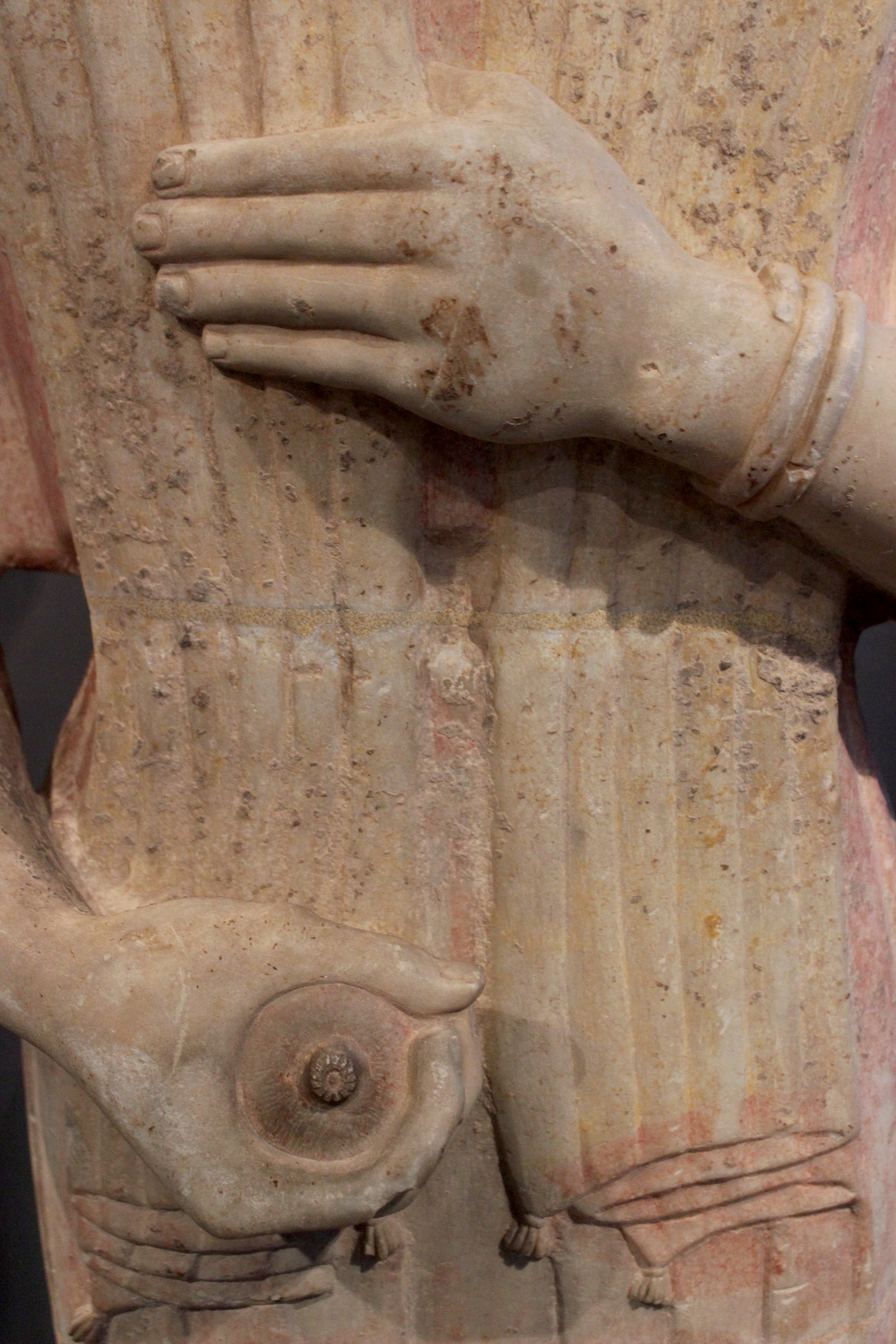
Hände und Schnittkante

## Einordnung

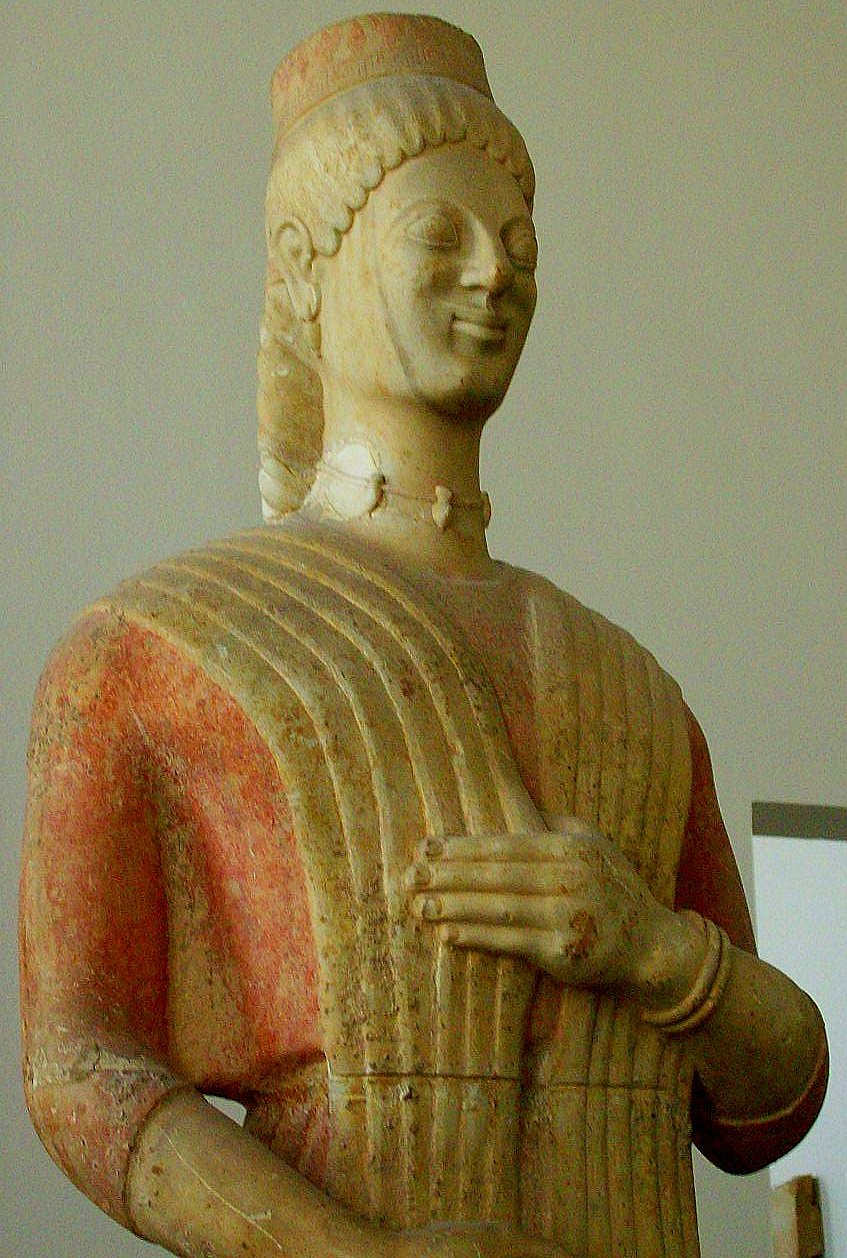
Deutliche Sichtbarkeit der Farbreste

Bei der Frauenstatue mit Granatapfel handelt es sich um eine überaus gut erhaltene Frauenstatue aus hymettischem Marmor. Der weiße Marmor weist eine blaugraue Streifung auf. Es ist eine der ältesten Großplastiken der griechischen Antike und gehört zur sogenannten Gruppe der Korenstatuen. Zum Zeitpunkt der Herstellung um 570 v. Chr. war die Nutzung von Marmor für derartige Statuen in Griechenland erst seit etwa einer Generation gebräuchlich. Die Informationen zur Auffindung sind ungenau und in ihren Aussagen oft unklar. Die Statue wurde im südlichen Attika gefunden. Sehr wahrscheinlich stand sie auf einem hohen Sockel auf einem Grabhügel und war somit Markierung für dieses Grab. Auch wenn es sich nicht um das Abbild der dort begrabenen Verstorbenen handelt, sollte die leicht überlebensgroße Statue zum Gedenken an die Verstorbene animieren.
Die Farbe ist heute so gut erhalten, weil die Statue wahrscheinlich schon relativ kurze Zeit nach der Aufstellung vergraben wurde und die Farbe sich unter der Erde konserviert hatte. Es ist anzunehmen, dass dies von den Besitzern des Grabes mit Vorsatz getan wurde, um die wertvolle Statue zu schützen; zumindest ist ein solcher Fall aus Attika aus dem 6. Jahrhundert v. Chr. mit dem der Kore Phrasikleia bekannt. Anlass könnten möglicherweise die Perserkriege gewesen sein. Alles an der Statue weist auf den sozialen Stand und damit die Bedeutung der Verstorbenen und ihrer Familie hin: die Jugendlichkeit, die Schönheit, die ausgestrahlte Würde, Kleidung, Schmuck und Bemalung. Der Griff mit der linken Hand an den Kleidungssaum weist sie als Herrin des Hauses und damit der dortigen Arbeiten, insbesondere der Textilarbeiten aus. Die Frucht in der anderen Hand, sei es Mohn oder ein Granatapfel, ist ein Fruchtbarkeitssymbol. Als Kore gibt es auch einen Bezug zu den Göttinnen Demeter und Persephone („Kore“), die ebenfalls mit diesen Früchten, mit Furchtbarkeit, mit Werden und Vergehen in Verbindung gebracht werden. Der zunächst irreführend erscheinende, in Berlin entstandene Name „Berliner Göttin“ ist insoweit nicht einmal falsch, da das Wort „Kore“ eben neben „Mädchen“, „junge Frau“ oder „Tochter“ auch „Göttin“ (insbesondere Persephone) bedeuten kann. In diesen Statuen können all diese Aspekte verschmelzen. Während die Statue nur wenig Individuelles der Verstorbenen zeigte, wurde dieses, wie das Beispiel der Phrasikleia zeigte, durch eine Inschrift geleistet, die für die „Berliner Göttin“ jedoch nicht erhalten ist.
Es wurde auch die Vermutung geäußert, dass die Statue erst im späten 6. Jahrhundert v. Chr. geschaffen wurde, als die Bildhauertechnik schon weit fortgeschrittener war, jedoch absichtlich eine Archaisierung angestrebt war. Die insbesondere von Hans Schrader vertretene Spätdatierung hat sich allerdings nicht durchgesetzt. Auffallend ist, dass zunächst eine recht frühe Datierung vorgenommen wurde, Theodor Wiegand setzte die Statue etwa um 600 v. Chr. an, Gerhart Rodenwaldt um 590 v. Chr. Danach wurden die Datierungen immer jünger. Mittlerweile hat sich eine Datierung um das Jahr 570 v. Chr. etabliert, manchmal wird bis ein Jahrzehnt später angesetzt. Claude Rolley zeigte 1994, dass diese Datierung kurz vor den um 566 v. Chr. einsetzenden Koren von der Athener Akropolis am wahrscheinlichsten ist. Wiegand publizierte die Statue 1925 als Erster und benannte sie dabei als Göttin, schloss aber eine Benennung als Sterbliche nicht aus. Ernst Langlotz nannte sie 1927 Göttin mit dem Granatapfel, Ernst Buschor im selben Jahr Berliner Göttin. Ulrich von Wilamowitz-Moellendorff schlug 1931 aufgrund des möglichen Granatapfels eine Identifizierung als Fruchtbarkeitsgöttin, wohl als Aphrodite vor, Wiegand als Persephone, Georg Karo ergänzte den Vorschlag um Demeter oder Kore. Noch 1984 wurde die Statue als Aphrodite in das Lexicon Iconographicum Mythologiae Classicae aufgenommen. Generell zeigte sich lange eine unklare und divergierende Benennung. Seit dem Fund der Kore Phrasikleia ist die Benennung als Kore gesichert. Deren Ausgräber Efthymios Mastrokostas nannte die Berliner Statue schon 1972 Koré de Berlin. Diese Identifizierung setzte sich nun schnell durch. Schon 1981 fasste John Boardman in seinem Handbuch zu den archaischen Statuen zusammen: „Kore von Berlin, früher ‚Berliner Göttin’, jetzt allgemein als Grabmal anerkannt“. Als Urheber wird ein einheimischer attischer Bildhauer angenommen, der vielleicht eher mit der Schaffung von Statuen aus Poros vertraut war.

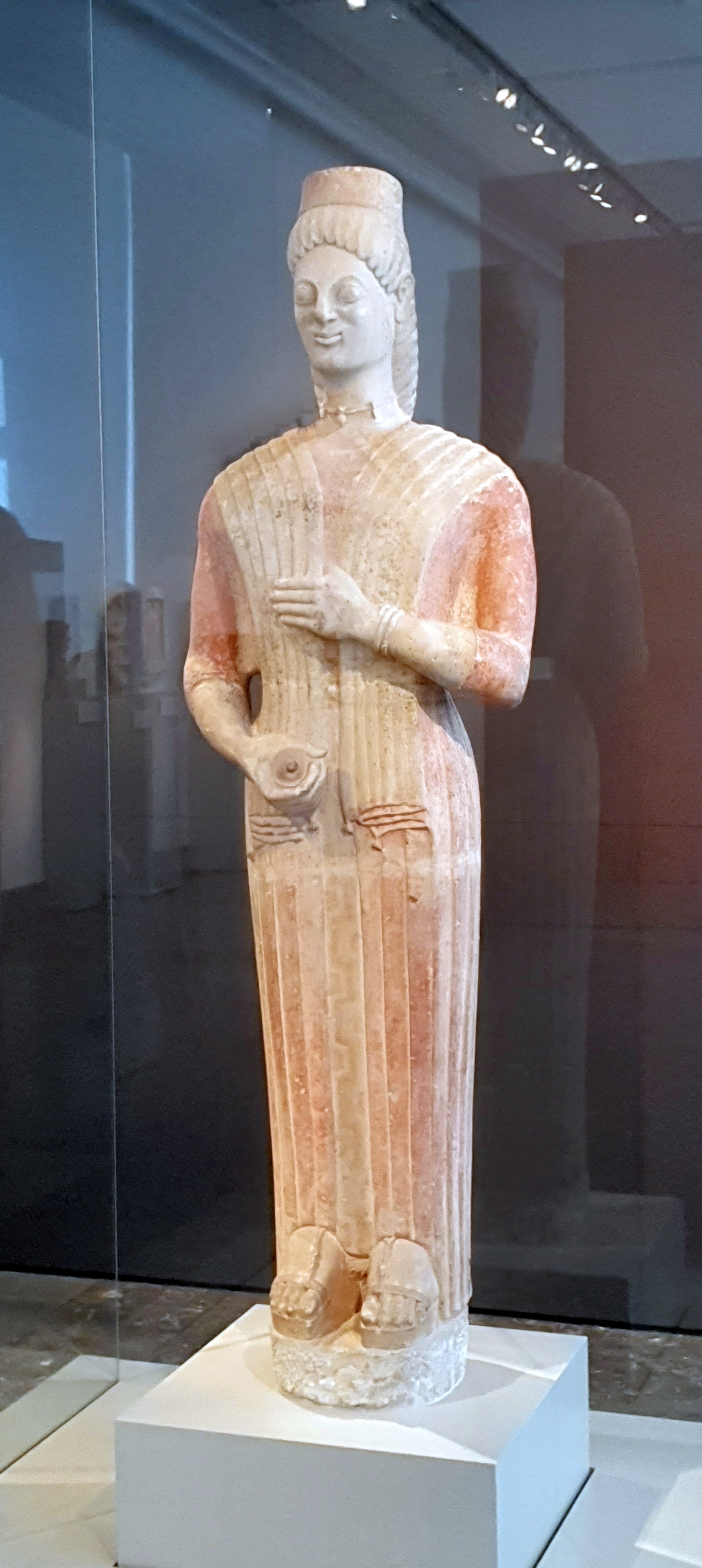
In der neuen Aufstellung in einer Glasvitrine im Alten Museum

Die Statue wurde 1923 in Olympos bei Keratea in Südattika gefunden und kam nach der Auffindung in den internationalen Kunsthandel. Zunächst wurde sie in Paris angeboten. Theodor Wiegand erwarb das Stück 1924/25 bei Jacob Hirsch in Genf für die Berliner Antikensammlung, zu deren Sammlungsbestand sie seitdem gehört. Die Kore fand schon an verschiedenen Stellen auf der Berliner Museumsinsel Aufstellung, darunter lange Zeit im Pergamonmuseum, seit der Neuordnung der Antikensammlung nach der Wiedervereinigung der Ost- und Westberliner Antikensammlungen steht sie in Raum drei des Hauptgeschosses des Alten Museums am Lustgarten, anders als in früheren Aufstellungen nicht mehr frei im Raum stehend, sondern hinter Glas in einer eigenen Vitrine.